# Heerenveen
Heerenveen (frísio: It Hearrenfean) é um município e uma cidade localizada na província de Frísia, no norte dos Países Baixos. Foi fundada em 1551 por três Senhores como lugar para crescer 
charneca e turfa, daí a origem do nome (heer é "senhor" e veen é "charneca").
Heerenveen abriga estádios de classe mundial como o estádio de futebol Abe Lenstra e a arena Thialf, que foi um dos primeiros recintos de gelo de 400m do mundo e em que todos os anos são realizados eventos de patinagem de velocidade de carácter internacional. A equipa de futebol local SC Heerenveen, joga na primeira divisão Holandesa e tem participado na Taça UEFA, alcançando seu maior êxito ao qualificar-se para a Liga dos Campeões em 2000.

## Nascidos em Heerenveen
- Ver biografias de pessoas nascidas na cidade

## Falecidos em Heerenveen
- Fedde Schurer